# Dolnośląski Klucz Sukcesu

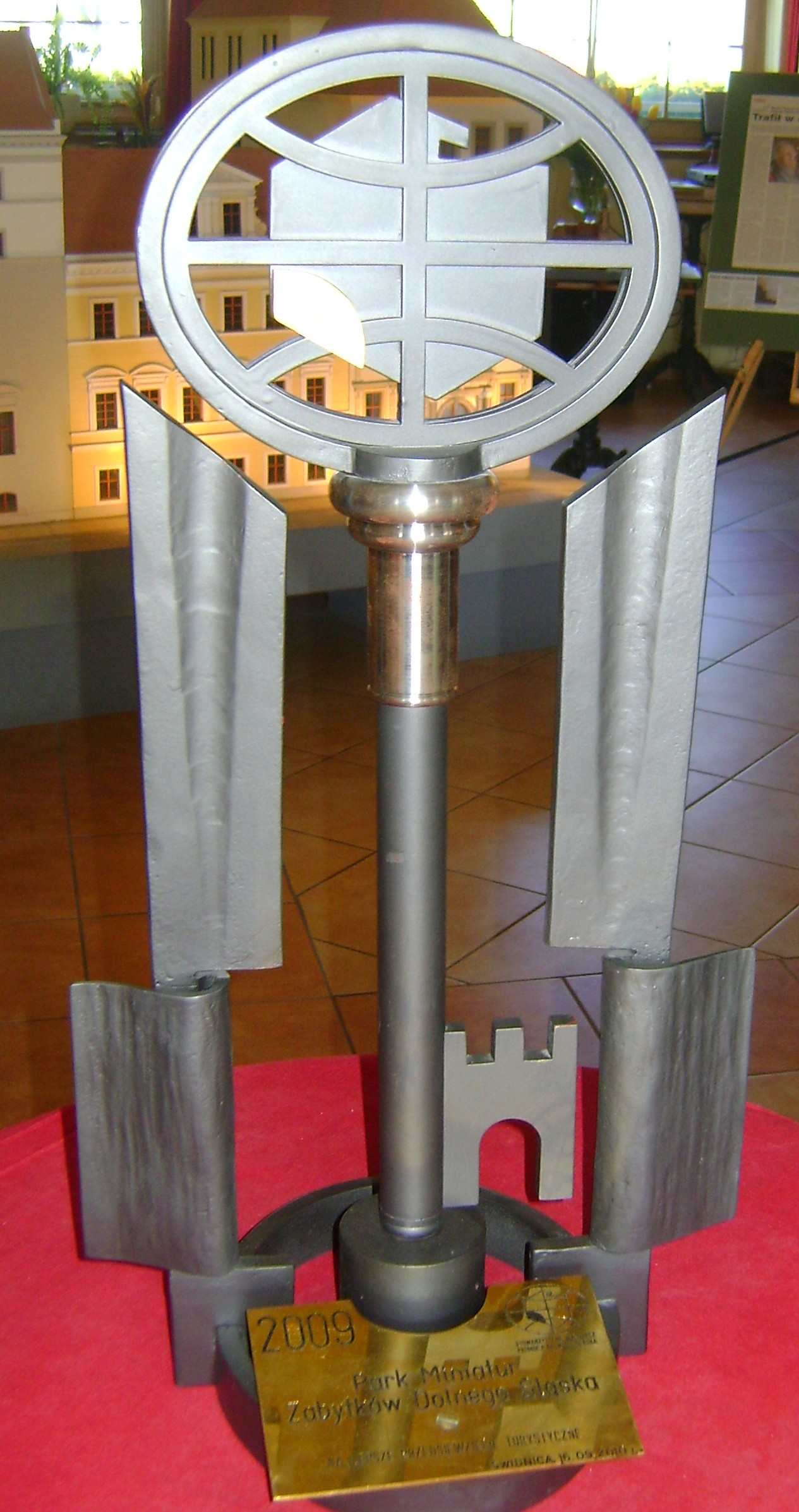
Statuetka – Dolnośląski Klucz Sukcesu

Dolnośląski Klucz Sukcesu – regionalne wyróżnienie, którym promowane są wybitne osobowości, firmy i instytucje oraz samorządy, które osiągnęły sukces podnoszący prestiż i rangę regionu dolnośląskiego.
Nagrodami „Dolnośląskiego Klucza Sukcesu” są statuetki klucza kute przez artystę kowala Ryszarda Mazura.
Inicjatorem konkursu jest Stowarzyszenie na rzecz promocji Dolnego Śląska. Statuetka przyznawane jest corocznie od 1997 roku przez „Kapitułę Wyróżnienia” w kategoriach:
- dla największej osobowości w promocji regionu;
- dla najlepszej firmy zatrudniającej do 50 osób, do 250 osób i powyżej 250 osób (firmy produkcyjne, usługowe, w tym handlowe, banki, instytucje wsparcia inwestycyjnego);
- dla najbardziej gospodarnej gminy wiejskiej;
- dla najbardziej gospodarnej gminy miejskiej lub miejsko-wiejskiej;
- dla najlepszej dolnośląskiej organizacji pozarządowej;
- dla najlepszej instytucji kultury, inicjatywy kulturalnej lub edukacyjnej;
- dla najlepszego klubu sportowego, ośrodka sportu i rekreacji, organizatora masowych imprez rekreacyjnych lub przedsięwzięcia turystycznego.

Wyróżnienie „Dolnośląski Klucz Sukcesu” cieszy się dużym zainteresowaniem i uznaniem w środowiskach gospodarczych, kulturalnych i samorządowych Dolnego Śląska.